# Konstantin Palaiologos

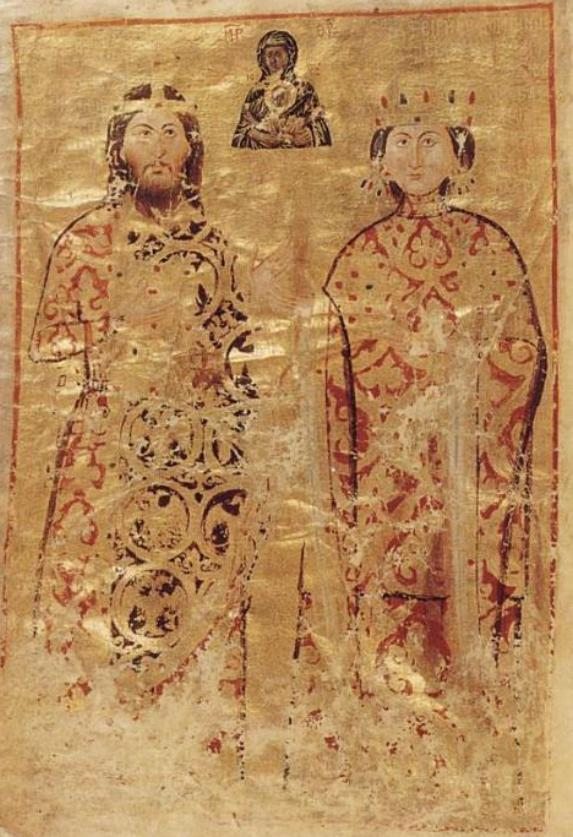
Miniatura sebastokratora Konstantina Palaiologa a jeho manželky Irene (Lincoln Typikon, asi 1350)

Konstantin Palaiologos, nebo také Palaeologus (řecky: Κωνσταντίνος Παλαιολόγος) (asi 1230-1271) byl byzantský šlechtic a mladší nevlastní bratr byzantského císaře Michaela VIII. Palaiologa.

## Život
Konstantin se narodil asi roku 1230. Jeho otcem byl Andronikos Palaiologos, velitel armády Nikájského císařství, ale jméno Konstantinovy matky a Andronikovy druhé manželky je neznámé.
O Konstantinovi nejsou žádné zmínky až do roku 1259, kdy mu jeho starší nevlastní bratr Michael VIII. udělil titul caesara. Následující rok byl také jmenován sebastokratorem. Velel byzantskému vojsku při neúspěšné tažení proti Achajskému knížectví, při kterém byla jeho armáda poražena v bitvě u Prinitzy a později zničena v bitvě u Makryplagi v roce 1263/1264. Tou dobou se však již Konstantin vracel domů.
Později po návratu z tažení proti Achajskému knížectví se Konstantin stal mnichem a přijal jméno Kallinikos. Zemřel v roce 1271.

## Rodina
Konstantin se oženil roku 1259/60. S manželkou zvanou Irene Komnene Laskarina Branaina měl pravděpodobně pět dětí:
- Michael Komnenos Branas Palaiologos;[4]
- Andronikos Branas Doukas Angelos Palaiologos;[5]
- Maria Komnena Branaina Laskarina Doukaina Tornikina Palaiologina[6], která se provdala za Izáka Komnena Doukase Tornikia;[7]
- Theodora, která se provdala za Jana Komnena Doukase Angelose Synadenose. Měli spolu tři děti. Později se stala jeptiškou a přijala jméno Theodoule;
- dcera neznámého jména, která se provdala za bulharského cara Smilce z rodu Terterovců.[8]